# رینهولد شونزل
رینهولد شونزل (آلمانی: Reinhold Schünzel; ۷ نوامبر ۱۸۸۶ – ۱۱ نوامبر ۱۹۵۴) یک هنرپیشه و کارگردان اهل آلمان بود. او در سنت پاولی، فقیرترین بخش هامبورگ، در خانواده ای یهودی متولد شد. با وجود یهودی بودن خانوادهٔ وی و زندگی در آلمان، محدودیت‌های توسط نازی‌ها برای وی ایجاد شد و تا چندین سال اجازهٔ ساخت فیلم را داشت، اما در نهایت به دلیل عدم وجود این مجوز، مجبور به ترک آلمان شد. وی بازیگری را در سال ۱۹۱۵ در سن ۲۹ سالگی با بازی در فیلمی با نام Werner Kraft آغاز کرد.

## فیلم‌شناسی
- مادام دو باری (بازیگر)
- بدنام (بازیگر)
- ۱۹۱۴ (بازیگر)
- دور دنیا در هشتاد روز (بازیگر)
- آدم و حوا (کارگردان)
- آمفیتروئون (کارگردان)
- بالالایکا (کارگردان)